# Lütschental
Lütschental – gmina (niem. Einwohnergemeinde) w Szwajcarii, w kantonie Berno, w regionie administracyjnym Oberland, w okręgu Interlaken-Oberhasli. Leży nad rzeką Schwarze Lütschine.

## Demografia
W Lütschentalu mieszka 214 osób. W 2020 roku 9,8% populacji gminy stanowiły osoby urodzone poza Szwajcarią.

## Współpraca
Miejscowości partnerskie:
- Bettlach, Solura
- Gelterkinden, Bazylea-Okręg

## Transport
Przez teren gminy przebiega droga główna nr 221.